# Bourvil
Bourvil, o per esteso André Bourvil, pseudonimo di André Robert Raimbourg (Prétot-Vicquemare, 27 luglio 1917 – Parigi, 23 settembre 1970), è stato un attore, cantante, compositore, comico e cabarettista francese.
Considerato uno dei campioni degli incassi francesi assieme a Fernandel, Louis de Funès e Jean Gabin, è ricordato per i suoi ruoli in film commedia, in particolare per la sua collaborazione con de Funès nei film Colpo grosso ma non troppo (1965), per il quale vinse uno Special Diploma alla quarta edizione del Festival cinematografico internazionale di Mosca, e Tre uomini in fuga (1966). Per il film La traversata di Parigi (1956) ottenne la Coppa Volpi per la migliore interpretazione maschile al Festival del Cinema di Venezia del 1956 e il premio Etoile de Cristal.

## Biografia
André Robert Raimbourg fu secondogenito degli agricoltori Albert René Raimbourg (1889-1918), che morì durante la prima guerra mondiale causa l'influenza spagnola, ed Eugénie Pascaline Hortense Marie Pesquet (1891-1970). Trascorse l'intera infanzia con la madre e il nuovo marito, l'agricoltore Joseph Ménard, nel villaggio di Bourville, località d'origine della madre dove si trasferirono nel 1921 e da cui trasse poi il suo nome d'arte. Ebbe un fratello maggiore, René Raimbourg, divenuto oftalmologo a Le Havre, una sorella minore, Denise, una sorellastra, Thérèse, e un fratellastro, Marcel Ménard, futuro sindaco del comune di Bourville.
Ottimo studente, non amava però le rigide regole delle istituzioni scolastiche e per questo decise di tornare alla fattoria di famiglia. Animatore delle feste in casa e in paese, in particolare con l'imitazione del già famoso Fernandel, nel 1936 si unì alla fanfara di Fontaine-le-Dune dove conobbe Jeanne Lefrique, che diverrà sua moglie. Dopo aver assistito ad uno spettacolo del suo idolo Fernandel, decise di diventare lui stesso un artista. 
L'imitazione di Fernandel e le capacità interpretative gli valsero l'appellativo di "Fernandel di Normandia" (Fernandel normand).
Dopo la battaglia di Francia, lasciò l'esercito e svolse diversi lavori a Parigi, cercando di entrare nei cabaret della capitale con un nuovo personaggio, il campagnolo naif, e nel 1942 nacque ufficialmente Bourvil. Dovette però aspettare il 1945 per avere un vero e proprio lancio artistico con la canzone "Les Crayons", inserita nel film La Ferme du pendu di Jean Dréville.
Nel marzo del 1948 prese parte alla registrazione completa di I racconti di Hoffmann di Offenbach, insieme con gli artisti dell'Opéra-Comique di Parigi condotta da André Cluytens, interpretando i ruoli dei 4 servi.
Nei suoi ruoli comici interpretò principalmente personaggi garbati e benintenzionati, un po' ottusi o candidi, come quelli a fianco dell'iperattivo e prevaricatore Louis de Funès. I suoi personaggi riuscivano a salvarsi dalle intenzioni machiavelliche degli avversari.
Bourvil era comunque anche capace di ruoli più drammatici, come quello del tuttofare in L'albero di Natale (1969), che assiste alla tragedia familiare dell'uomo per cui lavora (William Holden), il cui figlioletto si ammala senza speranza. Il pubblico tende a identificarsi con il suo personaggio, così come si riconosce nei suoi ruoli comici, dove interpreta il tipico uomo semplice. Tra gli altri suoi ruoli da ricordare, quello di Thénardier nell'adattamento cinematografico de I miserabili (1958), e quello del poliziotto Mattei, sua ultima interpretazione, in I senza nome (1970) di Jean-Pierre Melville.
Come al cinema, anche a teatro alternò sempre con successo ruoli brillanti a ruoli drammatici, non dimenticando l'operetta.
Nel 1970, poco prima della morte, Bourvil incise, assieme all'attrice Jacqueline Maillan, il singolo Ça (Je t'aime moi non plus), cover parodistica dell'allora grande successo discografico di Serge Gainsbourg e Jane Birkin, nonché grosso scandalo, Je t'aime... moi non plus.

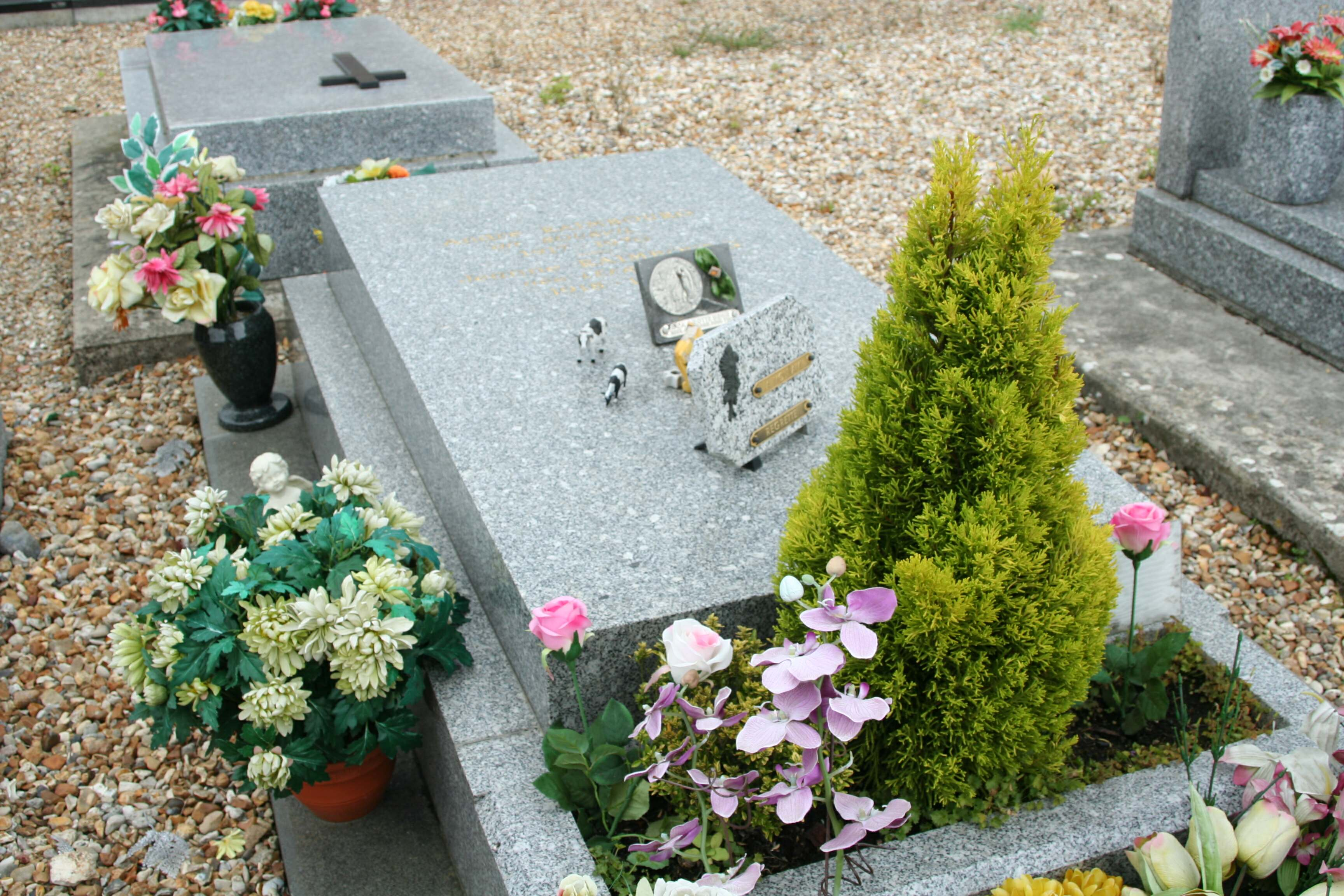
Tomba de Bourvil a Montainville (Yvelines)

Il 23 settembre 1970 morì a 53 anni, per un mieloma multiplo. È sepolto a Montainville (Yvelines).

### Vita privata

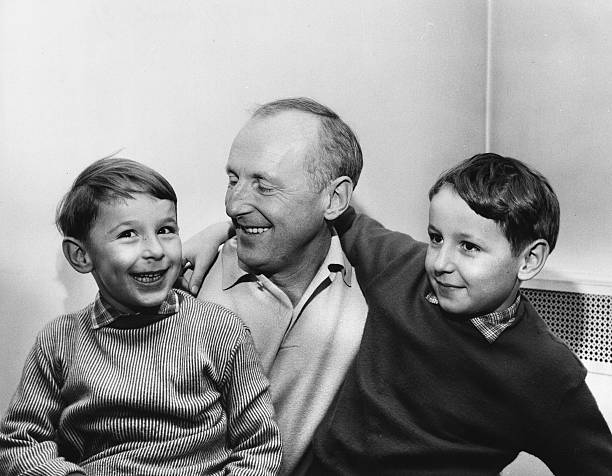
Bourvil con i suoi figli Philippe e Dominique

Il 23 gennaio 1943 sposò Jeanne Lefrique (1918-1985), dalla quale ebbe due figli, nel 1950 Dominique, diventato avvocato penalista, e nel 1953 Philippe, professore universitario. Jeanne Lefrique morì il 26 gennaio 1985 per un incidente automobilistico, mentre si recava alla tomba del marito da Parigi a Montainville.

## Curiosità
- Bourvil diventò un personaggio dei cartoni animati grazie al cortometraggio Grrr (1952).
- Dovette rifiutare il ruolo del commissario Juve nel film Fantomas 70, poi affidato a Louis de Funès, per i troppi impegni lavorativi.
- Nel 1994 gli è stato dedicato un francobollo in una serie dedicata ai grandi attori del cinema francese.

## Filmografia parziale
- Croisières sidérales, regia di André Zwoboda (1941)
- La Férme du pendu, regia di Jean Dréville (1945)
- Pas si bête, regia di André Berthomieu (1946)
- Studio en folie, regia di Walter Kapps (1947)
- Par la fenêtre, regia di Gille Grangier (1948)
- Blanc comme neige, regia di André Berthomieu (1948)
- Le Coeur sur la main, regia di André Berthomieu (1948)
- Le Roi Pandore, regia di André Berthomieu (1950)
- Un marito per mia madre (Miquette et sa mère), regia di Henri-Georges Clouzot (1950)
- Le Rosier de Madame Husson, regia di Jean Boyer (1950)
- Garù garù (Le Passe-Muraille), regia di Jean Boyer (1951)
- Seul dans Paris, regia di Hervé Bromberger (1951)
- Le Trou normand, regia di Jean Boyer (1952)
- Cent Francs par seconde (1952)
- Fate largo ai moschettieri! (Les Trois mousquetaires), regia di André Hunebelle (1953)
- Versailles (Si Versailles m'était conté), regia di Sacha Guitry (1954)
- Pesce d'aprile (Poisson d'avril), regia di Gilles Grangier (1954)
- Le avventure di Cadet Rousselle (Cadet-Rousselle), regia di André Hunebelle (1954)
- Le Fil à la patte, regia di Guy Lefranc (1954)
- La piccola guerra (Les Hussards), regia di Alex Joffé (1955)
- La traversata di Parigi (La traversée de Paris), regia di Claude Autant-Lara (1956)
- Le Chanteur de Mexico, regia di Richard Pottier (1956)
- I miserabili (Les Misérables), regia di Jean-Paul Le Chanois (1958)
- Lo specchio a due facce (Le Miroir à deux faces), regia di André Cayatte (1958)
- Una strana domenica (Un Drôle de dimanche), regia di Marc Allégret (1958)
- Texas (Sérénade au Texas), regia di Richard Pottier (1958)
- Furore di vivere (Le Chemin des écoliers), regia di Michel Boisrond (1959)
- La spada degli Orléans (Le Bossu), regia di André Hunebelle (1959)
- La giumenta verde (La Jument verte), regia di Claude Autant-Lara (1959)
- Il capitano del re (Le Capitan), regia di André Hunebelle (1960)
- S.S. operazione Fortunat (Fortunat), regia di Alex Joffé (1960)
- Tutto l'oro del mondo (Tout l'or du monde), regia di René Clair (1961)
- La bionda graffia (Dans la gueule du loup), regia di Jean-Charles Dudrumet (1961)
- I piaceri della città (Le Tracassin ou les plaisirs de la ville), regia di Alex Joffé (1961)
- Il giorno più lungo (The Longest Day), regia di Ken Annakin, Andrew Marton (1962)
- Un Clair de lune à Maubeuge, regia di Jean Chérasse (1962)
- Le mutande rosse (Les Culottes rouges), regia di Alex Joffé (1962)
- Tartarin de Tarascon, regia di Francis Blanche (1962)
- Il delitto Dupré (Les Bonnes causes), regia di Christian-Jaque (1963)
- La pila della Peppa (Le Magot de Josepha), regia di Claude Autant-Lara (1963)
- Il cielo chiude un occhio (Un Drôle de paroissien), regia di Jean-Pierre Mocky (1963)
- Cucina al burro (La Cuisine au beurre), regia di Gilles Grangier (1963)
- La Grande frousse, regia di Jean-Pierre Mocky (1964)
- Colpo grosso ma non troppo (Le Corniaud), regia di Gérard Oury (1965)
- La guerra segreta (The Dirty Game), regia di Christian-Jaque, Werner Klingler, Carlo Lizzani e Terence Young (1965)
- La Grosse caisse, regia di Alex Joffé (1965)
- Una vampata di violenza (Les Grandes gueules), regia di Robert Enrico (1965)
- Tre uomini in fuga (La Grande vadrouille), regia di Gérard Oury (1966)
- Trois Enfants dans le désordre, regia di Lèo Joannon (1966)
- Voglia vivere la mia vita (Les Arnaud), regia di Léo Joannon (1967)
- La corsa del secolo (Les Cracks), regia di Alex Joffé (1968)
- La contestazione del tubo (La Grande lessive), regia di Jean-Pierre Mocky (1968)
- Il cervello (Le Cerveau), regia di Gérard Oury (1968)
- Quei temerari sulle loro pazze, scatenate, scalcinate carriole (Monte Carlo or Bust), regia di Ken Annakin (1969)
- L'albero di Natale, regia di Terence Young (1969)
- L'étalon, regia di Jean-Pierre Mocky (1969)
- I senza nome (Le Cercle rouge), regia di Jean-Pierre Melville (1970) - postumo
- Un elmetto pieno di... fifa (Le Mur de l'Atlantique), regia di Marcel Camus (1970) - postumo
- Clodo[10], regia di Georges Clair (1975) - postumo[11]

## Doppiatori italiani
- Augusto Marcacci in La traversata di Parigi, I miserabili, Una strana domenica
- Carlo Romano in Furore di vivere, La giumenta verde, Il cervello
- Lauro Gazzolo in Fate largo ai moschettieri!
- Sergio Tedesco in La spada degli Orléans
- Paolo Cascianò in Il giorno più lungo
- Giorgio Capecchi in Il delitto Dupré
- Gianni Bonagura in La pila della Peppa
- Carlo Baccarini in La guerra segreta
- Gigi Proietti in Tre uomini in fuga
- Oreste Lionello in Quei temerari sulle loro pazze, scatenate, scalcinate carriole
- Giampiero Albertini in L'albero di Natale
- Stefano Sibaldi in I senza nome

## Discografia parziale

### Singoli
- 1970 - Ça (Je T'Aime Moi Non Plus)/Pauvre Lola (Pathé, 7")